# Krynyzja (Stryj)
Krynyzja (ukrainisch Криниця; russisch Криница Kriniza, polnisch Krynica) ist ein Dorf in der westukrainischen Oblast Lwiw mit etwa 430 Einwohnern. Es ist ein Teil der Stadtgemeinde Mykolajiw im Rajon Stryj und war bis 2020 die einzige Ortschaft der gleichnamigen Landratsgemeinde im Rajon Mykolajiw.

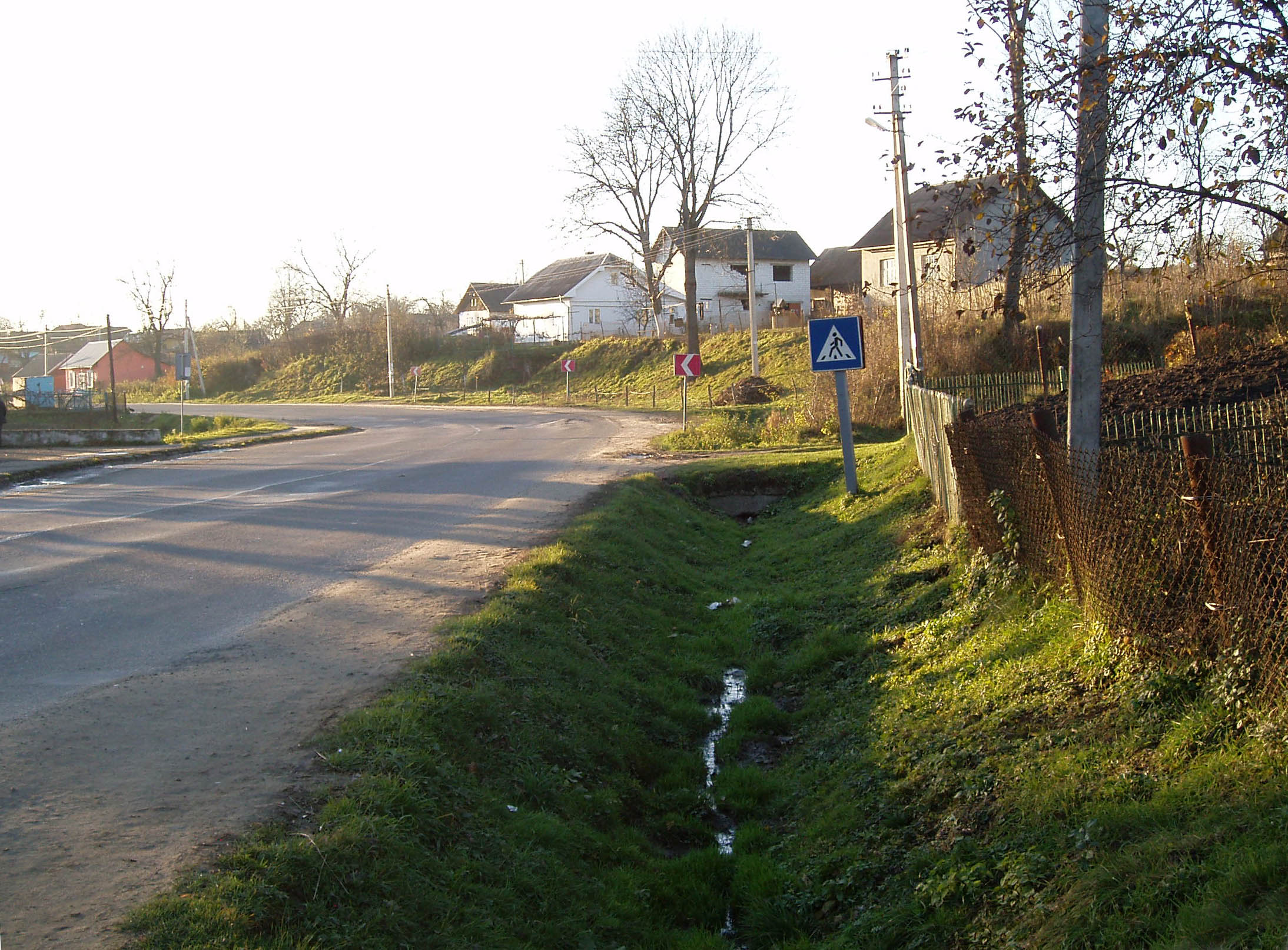
Krynyzja

## Geschichte
Der Ort wurde im Jahre 1402 erstmals erwähnt, als er an Szandra, wahrscheinlich einem Ungar, verliehen wurde.
Das Dorf gehörte zunächst zur Adelsrepublik Polen-Litauen, Woiwodschaft Ruthenien. Bei der Ersten Teilung Polens kam das Dorf 1772 zum neuen Königreich Galizien und Lodomerien des habsburgischen Kaiserreichs (ab 1804).
Im Jahre 1900 hatte die Gemeinde Krynica 233 Häuser mit 1425 Einwohnern, davon waren 1160 Ruthenischsprachige, 215 Deutschsprachige, 50 Polnischsprachige, 1134 waren griechisch-katholisch, 69 römisch-katholisch, 93 israelitisch, 129 anderen Glaubens. Die Protestanten gehörten zur Pfarrgemeinde Josefsberg im Helvetischen Seniorat der Evangelischen Superintendentur A. B. Galizien, die Römisch-Katholiken zu der Pfarrei in Medenytschi.
Nach dem Ende des Polnisch-Ukrainischen Kriegs 1919 kam Krynica zu Polen. Im Jahre 1921 hatte die Gemeinde Krynica 284 Häuser mit 1441 Einwohnern, davon 863 Ruthenen, 518 Polen, 60 Deutsche, 1141 waren griechisch-katholisch, 114 römisch-katholisch, 134 evangelisch, 52 jüdischer Religion.
1937 zählte die helvetisch-evangelische Filialgemeinde von Korosnica (Josefsberg) in Krynica 178 Seelen.
Im Zweiten Weltkrieg gehörte es zuerst zur Sowjetunion und ab 1941 zum Generalgouvernement, ab 1945 wieder zur Sowjetunion, heute zur Ukraine.

## Sehenswürdigkeiten
- Griechisch-katholische Holzkirche aus dem Jahr 1692
- Ehemalige römisch-katholische Kirche aus dem Jahr 1938 nach dem Projekt von Wawrzyniec Dayczak[1]